# Campeonato Mundial de Atletismo em Pista Coberta de 2008 - Heptatlo masculino
A competição do heptatlo masculino do Campeonato Mundial de Atletismo em Pista Coberta de 2008, foi disputado no Palácio-Velódromo Luis Puig, em  Valência.

## Medalhistas
| Ouro             | Prata                   | Bronze               |
| Bryan Clay (USA) | Andrei Krauchanka (BLR) | Dmitriy Karpov (KAZ) |

## Resultados

### 60 metros
| Colocação | Faixa | Atleta              | Nacionalidade  | Distância | Tempo de reação | Pontos |
| --------- | ----- | ------------------- | -------------- | --------- | --------------- | ------ |
| 1         | 2     | Bryan Clay          | Estados Unidos | 6.71 SB   | 0.152           | 988    |
| 2         | 8     | Andres Raja         | Estónia        | 6.95 PB   | 0.149           | 900    |
| 3         | 7     | Donovan Kilmartin   | Estados Unidos | 7.02 PB   | 0.166           | 875    |
| 4         | 3     | Mikhail Logvinenko  | Rússia         | 7.03 PB   | 0.139           | 872    |
| 5         | 6     | Aleksandr Pogorelov | Rússia         | 7.06 SB   | 0.167           | 861    |
| 6         | 1     | Roman Šebrle        | Chéquia        | 7.16      | 0.245           | 826    |
| 7         | 5     | Andrei Krauchanka   | Bielorrússia   | 7.19      | 0.301           | 816    |
| 8         | 4     | Dmitriy Karpov      | Cazaquistão    | 7.20      | 0.259           | 813    |

### Salto em distância
| Colocação | Atleta              | Nacionalidade  | Distância | Provas | Provas | Provas | Pontos |
| Colocação | Atleta              | Nacionalidade  | Distância | 1      | 2      | 3      | Pontos |
| --------- | ------------------- | -------------- | --------- | ------ | ------ | ------ | ------ |
| 1         | Bryan Clay          | Estados Unidos | 7.75 SB   | 7.56   | 7.75   | X      | 997    |
| 2         | Andrei Krauchanka   | Bielorrússia   | 7.63      | 7.44   | 7.63   | 7.44   | 967    |
| 3         | Roman Šebrle        | Chéquia        | 7.60 SB   | 7.51   | 7.49   | 7.60   | 960    |
| 4         | Aleksandr Pogorelov | Rússia         | 7.48      | 7.48   | 7.16   | -      | 930    |
| 5         | Andres Raja         | Estónia        | 7.42 PB   | 7.14   | 7.42   | X      | 915    |
| 6         | Donovan Kilmartin   | Estados Unidos | 7.36 SB   | 7.36   | 7.33   | 7.13   | 900    |
| 7         | Mikhail Logvinenko  | Rússia         | 7.35      | X      | 7.21   | 7.35   | 898    |
| 8         | Dmitriy Karpov      | Cazaquistão    | 7.31 SB   | 7.17   | 7.31   | 7.30   | 888    |

### Arremesso de peso
| Classificação | Atleta              | Nacionalidade  | Distância | Provas | Provas | Provas | Pontos |
| Classificação | Atleta              | Nacionalidade  | Distância | 1      | 2      | 3      | Pontos |
| ------------- | ------------------- | -------------- | --------- | ------ | ------ | ------ | ------ |
| 1             | Bryan Clay          | Estados Unidos | 16.21 PB  | 16.12  | 15.78  | 16.21  | 864    |
| 2             | Dmitriy Karpov      | Cazaquistão    | 16.19     | 16.04  | X      | 16.19  | 863    |
| 3             | Roman Šebrle        | Chéquia        | 16.16 SB  | 15.21  | 15.25  | 16.16  | 861    |
| 4             | Andres Raja         | Estónia        | 14.86 PB  | 13.62  | X      | 14.86  | 781    |
| 5             | Andrei Krauchanka   | Bielorrússia   | 14.29 PB  | 14.05  | 14.29  | X      | 746    |
| 6             | Donovan Kilmartin   | Estados Unidos | 14.09 SB  | 14.05  | 14.09  | X      | 734    |
| 7             | Mikhail Logvinenko  | Rússia         | 13.82     | 12.83  | 13.82  | X      | 717    |
|               | Aleksandr Pogorelov | Rússia         | DNS       | DNS    | DNS    | DNS    | DNS    |

### Salto em altura
| Colocação | Atleta              | Nacionalidade  | Altura  | Provas | Provas | Provas | Provas | Provas | Provas | Provas | Provas | Provas | Provas | Provas | Provas | Pontos |
| Colocação | Atleta              | Nacionalidade  | Altura  | 1.85   | 1.88   | 1.91   | 1.94   | 1.97   | 2.00   | 2.03   | 2.06   | 2.09   | 2.12   | 2.15   | 2.18   | Pontos |
| --------- | ------------------- | -------------- | ------- | ------ | ------ | ------ | ------ | ------ | ------ | ------ | ------ | ------ | ------ | ------ | ------ | ------ |
| 1         | Andrei Krauchanka   | Bielorrússia   | 2.15    | -      | -      | -      | -      | -      | O      | -      | O      | -      | XXO    | XXO    | XXX    | 944    |
| 2         | Roman Šebrle        | Chéquia        | 2.12 SB | -      | -      | -      | O      | -      | XO     | -      | O      | XO     | O      | XXX    |        | 915    |
| 3         | Bryan Clay          | Estados Unidos | 2.09 SB | -      | -      | -      | O      | -      | O      | XXO    | XO     | XXO    | XXX    |        |        | 915    |
| 4         | Dmitriy Karpov      | Cazaquistão    | 2.06    | -      | -      | -      | XXO    | O      | XO     | O      | O      | XXX    |        |        |        | 859    |
| 5         | Donovan Kilmartin   | Estados Unidos | 2.03 SB | -      | -      | O      | -      | XO     | O      | XO     | XXX    |        |        |        |        | 831    |
| 6         | Mikhail Logvinenko  | Rússia         | 2.00 PB | O      | -      | O      | XXO    | XO     | O      | XXX    |        |        |        |        |        | 803    |
| 7         | Andres Raja         | Estónia        | 1.97    | O      | -      | O      | O      | O      | XXX    |        |        |        |        |        |        | 776    |
|           | Aleksandr Pogorelov | Rússia         | DNS     | DNS    | DNS    | DNS    | DNS    | DNS    | DNS    | DNS    | DNS    | DNS    | DNS    | DNS    | DNS    | DNS    |

### 60 metros com barreiras
| Colocação | Faixa | Atleta             | Nacionalidade  | Distância | tempo de reação | Pontos |
| --------- | ----- | ------------------ | -------------- | --------- | --------------- | ------ |
| 1         | 4     | Bryan Clay         | Estados Unidos | 7.86 SB   | 0.179           | 1017   |
| 2         | 8     | Andres Raja        | Estónia        | 8.03      | 0.220           | 974    |
| 3         | 7     | Mikhail Logvinenko | Rússia         | 8.08      | 0.251           | 962    |
| 4         | 6     | Andrei Krauchanka  | Bielorrússia   | 8.11      | 0.259           | 954    |
| 5         | 5     | Dmitriy Karpov     | Cazaquistão    | 8.15      | 0.158           | 944    |
| 6         | 2     | Donovan Kilmartin  | Estados Unidos | 8.25 SB   | 0.205           | 920    |
|           | 3     | Roman Šebrle       | Chéquia        | DNF       | 0.212           |        |

### Salto com vara
| Colocação | Atleta             | Nacionalidade  | Altura  | Provas | Provas | Provas | Provas | Provas | Provas | Provas | Provas | Provas | Provas | Provas | Pontos |
| Colocação | Atleta             | Nacionalidade  | Altura  | 4.40   | 4.50   | 4.60   | 4.70   | 4.80   | 4.90   | 5.00   | 5.10   | 5.20   | 5.30   | 5.40   | Pontos |
| --------- | ------------------ | -------------- | ------- | ------ | ------ | ------ | ------ | ------ | ------ | ------ | ------ | ------ | ------ | ------ | ------ |
| 1         | Andrei Krauchanka  | Bielorrússia   | 5.30 PB | -      | -      | O      | -      | O      | O      | O      | O      | O      | O      | XXX    | 1004   |
| 2         | Dmitriy Karpov     | Cazaquistão    | 5.20 PB | -      | -      | O      | -      | XXO    | -      | XXO    | XO     | O      | XXX    |        | 972    |
| 3         | Donovan Kilmartin  | Estados Unidos | 5.10 SB | -      | -      | -      | -      | -      | XO     | O      | O      | XXX    |        |        | 941    |
| 4         | Bryan Clay         | Estados Unidos | 5.00    | -      | -      | O      | -      | O      | XXO    | O      | XXX    |        |        |        | 910    |
| 5         | Mikhail Logvinenko | Rússia         | 5.00 PB | -      | -      | O      | -      | O      | -      | XO     | XXX    |        |        |        | 910    |
| 6         | Andres Raja        | Estónia        | 4.60    | O      | -      | O      | XXX    |        |        |        |        |        |        |        | 790    |
|           | Roman Šebrle       | Chéquia        | DNS     | DNS    | DNS    | DNS    | DNS    | DNS    | DNS    | DNS    | DNS    | DNS    | DNS    | DNS    | DNS    |

### 1000 metros
| Colocação | Atleta             | Nacionalidade  | Tempo      | Pontos |
| --------- | ------------------ | -------------- | ---------- | ------ |
| 1         | Mikhail Logvinenko | Rússia         | 2:44.69    | 822    |
| 2         | Andrei Krauchanka  | Bielorrússia   | 2:46.49    | 803    |
| 3         | Dmitriy Karpov     | Cazaquistão    | 2:47.45    | 792    |
| 4         | Andres Raja        | Estónia        | 2.50.76    | 758    |
| 5         | Donovan Kilmartin  | Estados Unidos | 2:51.54 PB | 750    |
| 6         | Bryan Clay         | Estados Unidos | 2:55.64 SB | 708    |

### Classificação final
| Colocação         | Atleta              | Nacionalidade  | Pts total | 60m | SD  | AP  | SA  | 60m C/B | SV   | 1000m |
| ----------------- | ------------------- | -------------- | --------- | --- | --- | --- | --- | ------- | ---- | ----- |
| Medalha de ouro   | Bryan Clay          | Estados Unidos | 6371 WL   | 988 | 997 | 864 | 887 | 1017    | 910  | 708   |
| Medalha de prata  | Andrei Krauchanka   | Bielorrússia   | 6234 NR   | 816 | 967 | 746 | 944 | 954     | 1004 | 803   |
| Medalha de bronze | Dmitriy Karpov      | Cazaquistão    | 6131      | 813 | 888 | 863 | 859 | 944     | 972  | 792   |
| 4                 | Mikhail Logvinenko  | Rússia         | 5984      | 872 | 898 | 717 | 803 | 962     | 910  | 822   |
| 5                 | Donovan Kilmartin   | Estados Unidos | 5951      | 875 | 900 | 734 | 831 | 920     | 941  | 750   |
| 6                 | Andres Raja         | Estónia        | 5894      | 900 | 915 | 781 | 776 | 974     | 790  | 758   |
|                   | Roman Šebrle        | Chéquia        | DNF       | 826 | 960 | 861 | 915 | 0       |      |       |
|                   | Aleksandr Pogorelov | Rússia         | DNF       | 861 | 930 |     |     |         |      |       |

Legenda
| Recorde mundial       | Recorde mundial (World record)               |                       | Recorde africano                      | Recorde africano (African) |                                           | Q | Classificado por posição (Qualified) |
| Recorde do campeonato | Recorde do campeonato (Championship record)  | Recorde da América    | Recorde da América (Americas)         | q                          | Classificado por melhor tempo (Qualified) |   |                                      |
| Melhor marca do ano   | Melhor marca do ano (World leading)          | Recorde asiático      | Recorde asiático (Asian)              | DNS                        | Não largou (Did not start)                |   |                                      |
| Recorde nacional      | Recorde nacional (National record)           | Recorde europeu       | Recorde europeu (European)            | DNF                        | Não terminou (Did not finish)             |   |                                      |
| Recorde pessoal       | Recorde pessoal do atleta (Personal best)    | Recorde da Oceania    | Recorde da Oceania (Oceania)          | DSQ / DQ                   | Desclassificado (Disqualified)            |   |                                      |
| Recorde da temporada  | Recorde da temporada do atleta (Season best) | Recorde sul-americano | Recorde sul-americano (South America) | NM                         | Sem marca (No mark)                       |   |                                      |